# José Ricardo Marques da Costa
José Ricardo Marques da Costa ComMAI (Póvoa de Santa Iria, 1932) é um político português.

## Biografia
A 15 de Setembro de 1961 foi feito Comendador da Ordem Civil do Mérito Agrícola e Industrial Classe Industrial.
Ocupou o cargo de Ministro dos Transportes e Comunicações no IV Governo Constitucional

## Funções governamentais exercidas
- IV Governo Constitucional
  - Ministro dos Transportes e Comunicações